# 柳枝镇
柳枝镇，是中华人民共和国陕西省渭南市华州区下辖的一个乡镇级行政单位。

## 行政区划
柳枝镇下辖以下地区：
柳枝社区、东新庄村、沟峪村、伏中村、南关村、上安村、丰良村、孙庄村、张桥村、梁堡村、西沟村、石沟村、王宿村、北拾村、彭村、毕家村、孟村、北刘村、秦家村、钟张村和拾村。